# Aurélien Giraud
Aurélien Giraud est un skateur français, né le 3 février 1998 à Lyon. Il se révèle rapidement doué et se fait une place sur la scène du skateboard français dès l'âge de 7 ans, où il remporte sa première compétition nationale : le V7 teenage tour.
Il poursuit aujourd'hui une carrière professionnelle internationale de skateur.

## Biographie
Aurélien Giraud naît le 3 février 1998 à Lyon, il commence le skateboard à l'âge de 5 ans dans les nombreux skateparks de Lyon, notamment celui de Gerland. Il se révèle doué et il se fait rapidement une place sur la scène du skateboard français en se faisant remarquer lors des premières compétitions auxquelles il participe. À l'âge de 7 ans, il remporte sa première compétition : le V7 teenage tour.
Il termine 9e au Far'n'High à Paris en 2012, et 4e à la Simple Session en Estonie la même année. Il prend ensuite part en 2016 à la Street League Skateboarding (SLS), équivalent au circuit coupe du monde[réf. nécessaire]. Après sa première participation en 2016 à Barcelone, il prend la 4e place dès sa seconde participation à Rio de Janeiro au début de l'année 2019.
Début mars 2020, il se lance sur Lyon 25, les imposantes et mythiques 25 marches de Lyon, tentées par Ali Boulala en 2002 et réussies par Aaron "Jaws" Homoki en octobre 2015. Aurélien ne réussira pas à plaquer et à tenir sur sa planche, mais ses 4 tentatives furent proches de la réussite.
Lors des jeux olympiques de Paris 2024, espoir de médaille, il échoue dès les phases de qualification.

## Résultats
| Date | Compétition                                         | Lieu                          | Résultat                         |
| ---- | --------------------------------------------------- | ----------------------------- | -------------------------------- |
| 2024 | Jeux olympiques d'été de Paris                      | Paris (France)                | 16e                              |
| 2024 | Street League Skateboarding (SLS) Championship Tour | Paris (France)                | 1er                              |
| 2023 | Championnat du Monde                                | Sharjah (Émirats arabes unis) | 1er                              |
| 2022 | Championnat de France                               | Hyères (France)               | 1er                              |
| 2022 | World Street Skateboarding                          | Rome (Italie)                 | 2e                               |
| 2022 | FISE                                                | Montpellier (France)          | 1er                              |
| 2021 | Jeux Olympiques                                     | Tokyo (Japon)                 | 6e                               |
| 2021 | Red Bull Paris Conquest                             | Paris (France)                | 2e                               |
| 2021 | Dew Tour                                            | Des Moines (USA)              | 3e                               |
| 2019 | Tampa Pro                                           | Tampa (USA)                   | Best trick (flip backside 360)   |
| 2019 | FAR'n High                                          | Villiers-sur-Orge (France)    | 1er                              |
| 2019 | Dew Tour                                            | Californie (USA)              | 1er                              |
| 2019 | Championnat de France                               | Biarritz (France)             | 1er                              |
| 2019 | Street League Skateboarding (SLS) Championship Tour | Rio de Janeiro (Brazil)       | 4e                               |
| 2018 | Back to the 4 MACBA                                 | Barcelone (Espagne)           | MVP & TOP 3 NDB (fakie hardflip) |
| 2017 | Simple Session                                      | Tallinn (Estonie)             | 1er                              |
| 2016 | Simple Session                                      | Tallinn (Estonie)             | 1er                              |
| 2015 | Tampa Am,                                           | Tampa (USA)                   | 1er                              |
| 2014 | Simple Session                                      | Tallinn (Estonie)             | 4e                               |
| 2013 | Spring Classic                                      | Varazze (Italie)              | 2e                               |
| 2012 | Simple Session                                      | Tallinn (Estonie)             | 4e                               |
| 2012 | Far'n'High                                          | Villiers-sur-Orge (Paris)     | 9e                               |